# Kuggholma och Långskär
Kuggholma och Långskär med Ingvarskär är en ö i Åland (Finland). Den ligger i Skärgårdshavet och i kommunen Kökar i landskapet Åland, i den sydvästra delen av landet. Ön ligger omkring 58 kilometer öster om Mariehamn och omkring 220 kilometer väster om Helsingfors.
Öns area är 51,7 hektar och dess största längd är 1,7 kilometer i sydväst-nordöstlig riktning.

## Delöar och uddar
- Kuggholma 59°57′56″N 20°58′16″Ö / 59.96561°N 20.9711°Ö (udde)
- Långskär 59°57′38″N 20°57′48″Ö / 59.96062°N 20.9633°Ö
- Ingvarskär 59°57′40″N 20°57′03″Ö / 59.961°N 20.95086°Ö